# Abdi-Heba
Abdi-Heba (Abdi-Kheba, Abdi-Hepat ou Abdi-Hebat) est un prince cananéen du XIVe siècle avant l'ère commune, souverain de Jérusalem, connu par six lettres diplomatiques qu'il a adressées au pharaon Akhénaton retrouvées en Égypte parmi les lettres d'Amarna. Son nom signifie « serviteur de Hebat », une déesse hourrite. 

## Nom
Abdi est un mot sémitique qui signifie « le serviteur », Heba est le nom de la grande déesse hourrite. Les Hourrites sont arrivés en Canaan vers le XIVe siècle.

Carte des royaumes du Proche-Orient sous domination égyptienne à l'époque contemporaine des lettres d'Amarna (XIVe siècle av. J.-C)., avec les limites des trois « provinces » égyptiennes.

## Statut politique
Abdi-Heba comme d'autres princes cananéens a été éduqué en Égypte et il a un grade militaire égyptien. Dans ses lettres il nie être le maire de Jérusalem (ḫazānu) et se présente comme un soldat (we'w), ce qui impliquait qu'il avait été  envoyé en Égypte pour y recevoir une formation militaire en tant que fils d'un chef local de Jérusalem.
On ne sait pas s'il faisait partie d'une dynastie qui a gouverné Jérusalem ou s'il a été mis sur le trône par les Égyptiens. Abdi-Heba lui-même note qu'il occupe sa position non pas par sa lignée parentale mais par la grâce de Pharaon, mais cela pourrait être de la flatterie plutôt qu'une représentation précise de la situation. Selon l'historien A. Mazar toutefois, c'est le pharaon qui l'a nommé roi de Jérusalem.
Les souverains de Canaan depuis le XVe siècle avant notre ère « conservent leur autonomie mais sous le contrôle de l'empire égyptien ; ils dépendent largement de l'aide égyptienne ».

## Royaume de Jérusalem
Abdi-Heba règne sur Jérusalem, appelée alors Urusalim et de là « contrôle les hautes terres de la région de Béthel au nord à la région d'Hébron au sud - une région d'environ 2 300 km2 ». La densité de population est très faible ; en incluant les habitants de Jérusalem, la population sédentaire sur le territoire de Abdi-Heba n'excède probablement pas 1 500 habitants ; c'est la région la moins peuplée de Canaan ; cependant il faut ajouter les groupes pastoraux dont le nombre excède peut-être celui de la population sédentaire. L' économie était fondée sur la production auto-suffisante de la communauté agricole ou du groupe pastoral.
Il n'y pas de traces archéologiques du règne de Abdi-Heba. En 2010 les fouilles ont permis de trouver à Jérusalem un minuscule fragment (3 cm sur 2 cm) de tablette d'argile écrite en akkadien, datant du XIVe siècle avant l'ère commune, appartenant « vraisemblablement à une lettre adressée à son suzerain égyptien par un roitelet hiérosolymitain du XIVe siècle avant notre ère », mais en l'absence de tout contexte il est impossible de dire si l'auteur est Abdi-Heba ; il s'agit du plus ancien document écrit découvert à Jérusalem, ».

Zones d'activité des Habiru mentionnées dans les lettres d'Amarna abrégées en EA comme El-Armana, et numérotées. Abdi-Heba est l'auteur des lettres EA 285 à 290.

## Lettres au pharaon
Les lettres (des tablettes d'argile) sont écrites en akkadien par un scribe dont le style particulier décèle une origine syrienne.

### Contexte historique
Les missives diplomatiques qu'Abdi-Heba adresse à Akhénaton portent sur une situation de conflit entre d'une part les souverains de la Shéphélah (montagne et plaine côtière palestinienne) et d'autre part les Apirou ou Habiru–  peuple nomade ou semi-nomade dont le camp principal se situe en Samarie dans l'actuelle région de Naplouse (Sichem). Abdi Heba fait partie de la coalition de princes cananéens en guerre contre les Apirou.
Abdi Heba dans ses lettres demande l'aide de l'Égypte pour protéger son État ; une garnison égyptienne a été envoyée à Jérusalem mais elle menace Abdi-Heba lui-même, sans doute parce que ce prince n'est plus en mesure de lui fournir des vivres.
Par ailleurs Abdi-Heba s'allie dans un premier temps à Shuwardata (en), souverain de la cité-Etat cananéenne de Gath, puis dans un deuxième temps entre en lutte contre lui, et conclut une alliance avec Milkilu (en), le souverain de Gezer, une cité de la Shéphélah,

### Demande d'aide militaire
Pendant le règne d'Abdi-Heba, la région était attaquée par des bandes de maraudeurs appartenant à un groupe appelé les Apirou. Abdi-Heba a fait de fréquents plaidoyers auprès du pharaon d'Égypte (probablement Amenhotep III ), pour recevoir le renfort d'une armée ou, au moins, un officier pour commander des hommes. Abdi-Heba a également fait d'autres demandes d'aide militaire contre ses ennemis, qui étaient à la fois des seigneurs de guerre cananéens et des bandes d'Apirou :

« Dis au roi, mon seigneur: Message d'Abdi-Heba, votre serviteur. Je tombe aux pieds de mon seigneur 7 fois et 7 fois. Considérez toute l'affaire. Milkilu et Tagi ont amené des troupes à Qiltu contre moi… Que le roi sache (que) toutes les terres sont en paix (l'une avec l'autre), mais je suis en guerre. Puisse le roi subvenir aux besoins de sa terre. Considérez les terres de Gazru, Ašqaluna et Lakisi. Ils leur ont donné [à mes ennemis] de la nourriture, de l'huile et toute autre nécessité. Que le roi pourvoie aux archers et envoie les archers contre les hommes qui commettent des crimes contre le roi, mon seigneur. Si cette année il y a des archers, alors les terres et les hazzanu (rois clients) appartiendront au roi, mon seigneur. Mais s'il n'y a pas d'archers, alors le roi n'aura ni terres ni hazzanu. Pensez à Jérusalem ! Cela, ni mon père ni ma mère ne me l'ont donné. La main forte (le bras) du roi me l'a donné. Considérez l'acte! C'est l'acte de Milkilu (en) et l'acte des fils de Lab'ayu, qui ont donné la terre du roi aux Apirou. Considérez, ô roi, mon seigneur ! j'ai raison !. »

En conséquence, des accusations de complot sont portées contre Abdi-Heba, qui s'est défendu avec acharnement dans sa correspondance avec le Pharaon.

## Lettre au sujet d'Abdi-Heba

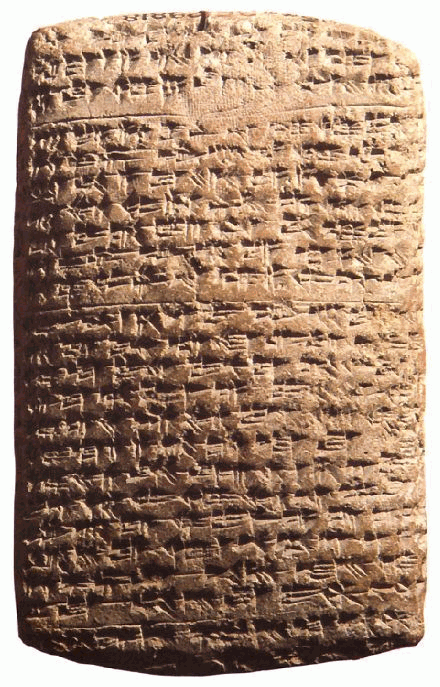
EA 161, lettre d'Aziru, chef d'Amurru, exposant son cas au pharaon (notez les divisions du paragraphe).

Plus tard, Abdi-Heba semble s'être réconcilié avec les Apirou, ou du moins certaines de leurs bandes, et avoir embauché des mercenaires dans leurs rangs. En effet, bien qu'il se soit plaint plus tôt des déprédations de Labaya (en) (chef de guerre dans une région du sud du Canaan), Shuwardata (en), roi de la ville cananéenne de Keilah (en), se réfère à lui dans une lettre comme un "nouveau Labaya":

« Dis au roi, mon seigneur, mon dieu, mon Soleil : Message de Shuwardata, ton serviteur, la saleté à tes pieds. Je tombe aux pieds du roi, mon seigneur, mon dieu, mon Soleil, 7 fois et 7 fois. Le roi, mon seigneur, m'a permis de faire la guerre contre Qeltu (Keilah). J'ai fait la guerre. Il est maintenant en paix avec moi ; ma ville m'est rendue. Pourquoi Abdi-Heba a-t-il écrit aux hommes de Qeltu, "Acceptez argent et suivez-moi?"… De plus, Labaya, qui avait l'habitude de prendre nos villes, est mort, mais maintenant un autre Labaya est Abdi-Heba, et il s'empare de notre ville. Alors, que le roi prenne connaissance de son serviteur à cause de cet acte… EA 280. »

Le sort ultime d'Abdi-Heba est inconnu.

## Liste des six lettres d'Abdi-Heba à Pharaon
Abdi-Heba est l'auteur des lettres EA 285–290.
1. EA 285 —titre : Le soldat-souverain de Jérusalem
2. EA 286 - titre : Un trône accordé, pas hérité
3. EA 287 —titre : Un crime très grave
4. EA 288 —titre : Négligence bénigne
5. EA 289 - titre : Un règlement de compte exigé
6. EA 290 —titre : Trois contre un